# Chilko Lake
Chilko Lake är en sjö i Kanada.   Den ligger i provinsen British Columbia, i den sydvästra delen av landet, 3 600 km väster om huvudstaden Ottawa. Chilko Lake ligger 1 172 meter över havet. Arean är 180 kvadratkilometer.
Trakten runt Chilko Lake är nära nog obefolkad, med mindre än två invånare per kvadratkilometer.